# 丹·馬菲

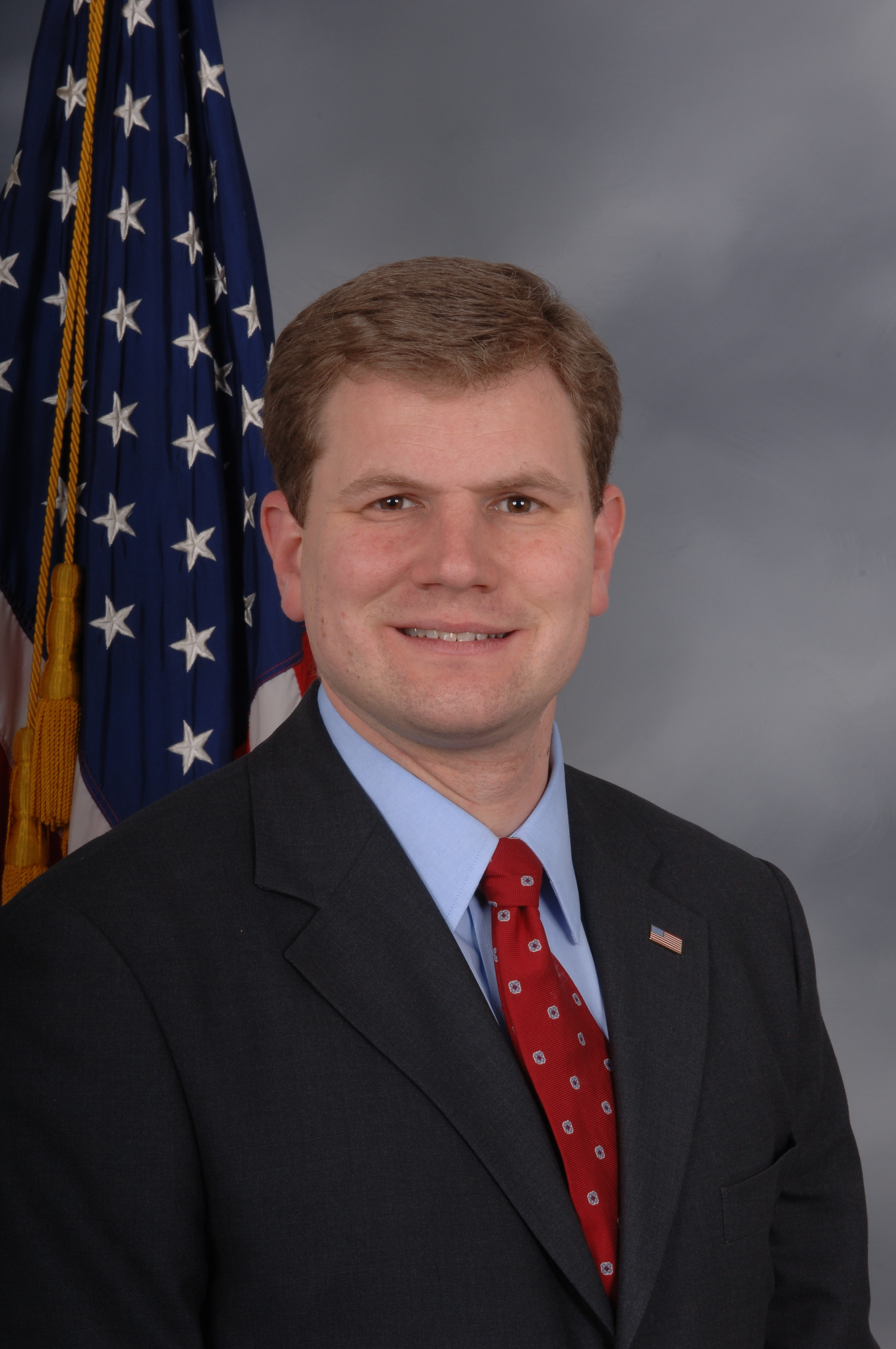
丹·馬菲

丹·馬菲（Dan Maffei；1968年7月4日—）是美國的一位政治人物。在2013年至2015年期間，他是紐約州第24選舉區選出的美國眾議院議員。他的黨籍是民主黨。馬菲也是一位法律顧問。馬菲在2014年的眾議員選舉中不敵約翰·卡特科，無法連任眾議員一職。